# Njemačka okupacija Bjelorusije u Drugom svjetskom ratu
Njemačka okupacija Bjelorusije u Drugom svjetskom ratu bila je dio njemačke invazije na Sovjetski Savez, koja je započela 22. lipnja 1941. godine, a završila Operacijom Bagration u kolovozu 1944.
Nakon dvadeset mjeseci sovjetske vladavine u Bjelorusiji i Ukrajini, nacistička Njemačka i druge Sile osovine započele su invaziju na Sovjetski Savez 22. lipnja 1941. Nakon nekoliko krvavih bitaka, sadašnji teritorij Bjelorusije, Njemačka je zauzela do kraja kolovoza 1941. godine.
Poznata je bitka kod tvrđave Brest 1941. godine. To je jedna od prvih bitaka tijekom Operacije Barbarossa. Potpuno odsječena i okružena Nijemcima, daleko od glavnog fronta, koji se brzo kretao prema Moskvi, malobrojnija Crvena armija odolijevala je napadima duže od očekivanoga. Bitka je postala simbol sovjetskog otpora nacistima. Tvrđava je proglašena "tvrđavom herojem" 1965., a Minsk "gradom herojem" 1974., zajedno s još nekim sovjetskim gradovima. Minsk je bio okružen njemačkim snagama krajem lipnja 1941. Zarobljeni u ogromnom džep, Sovjeti su očajnički branili svoje pozicije. Njihov otpor je slomljen 9. srpnja, s više od 300.000 zarobljenih sovjetskih vojnika. Tijekom sljedeće tri godine okupacije, Nijemci su ubili oko 400.000 civila unutar i oko grada. Područje Minska postalo je središte za sovjetske partizanske aktivnosti iza neprijateljskih linija. 
Od ranih dana okupacije razvio se sovjetski židovski partizanski pokret. Partizani koji su se sakrivali u šumama i močvarama, nanijeli su teške štete njemačkim opskrbnim vodovima i komunikacijskim linijama. Činili su željeznice neupotrebljivima, raznijeli su mostove, izrađene napadali opskrbna skladišta i njemačka transportna sredstva. Osnovna djelatnost partizana bila je likvidacija aktivista koji su bili protiv sovjetskih snaga te nacionalističkih aktivista, uključujući učitelje i svećenike. Najveća partizanska akcija u Drugom svjetskom ratu na području Bjelorusije dogodila se 30. srpnja 1943. u Asipovičima kada su uništena četiri njemačka vlaka sa zalihama i tenkovima. Od 22. lipnja 1944. sovjetska ofenziva Operacija Bagration oslobodila je Bjelorusiju u potpunosti krajem kolovoza.
Njemačka je vladala željeznom rukom i 380,000 ljudi bilo je deportirano na prisilni rad. Za vrijeme rata devastirano je 5295 bjeloruskih sela, a oko 600 sela je posve nestalo. Ukupno 2,23 milijuna ljudi u Bjelorusiji ubijeno je za vrijeme njemačke okupacije, najviše Židova. Prije Drugog svjetskog rata, Židovi su činili 10% stanovništva, a u gradovima poput Minska, Hrodne i Pinska čak i preko 50%. Danas ih ima 10% od nekadašnjeg broja.